# Srebrna (gromada)
Srebrna – dawna gromada, czyli najmniejsza jednostka podziału terytorialnego Polskiej Rzeczypospolitej Ludowej w latach 1954–1972.
Gromady, z gromadzkimi radami narodowymi (GRN) jako organami władzy najniższego stopnia na wsi, funkcjonowały od reformy reorganizującej administrację wiejską przeprowadzonej jesienią 1954 do momentu ich zniesienia z dniem 1 stycznia 1973, tym samym wypierając organizację gminną w latach 1954–1972.
Gromadę Srebrna z siedzibą GRN w Srebrnej utworzono – jako jedną z 8759 gromad – w powiecie łomżyńskim w woj. białostockim, na mocy uchwały nr 18/V WRN w Białymstoku z dnia 4 października 1954. W skład jednostki weszły obszary dotychczasowych gromad Srebrna, Srebrny Borek i Kalinowo ze zniesionej gminy Szumowo w tymże powiecie. Dla gromady ustalono 12 członków gromadzkiej rady narodowej.
13 listopada 1954 roku gromada weszła w skład nowo utworzonego powiatu zambrowskiego.
1 stycznia 1958 roku z gromady Srebrna wyłączono wieś Kalinowo, włączając ją do gromady Szumowo.
31 grudnia 1959 do gromady Srebrna przyłączono obszar zniesionej gromady Paproć Duża.
Gromada przetrwała do końca 1972 roku, czyli do kolejnej reformy gminnej.